# Tjerno pole (distrikt)
Tjerno pole (bulgariska: Черно поле) är ett distrikt i Bulgarien.   Det ligger i kommunen Obsjtina Ruzjintsi och regionen Vidin, i den nordvästra delen av landet, 110 km norr om huvudstaden Sofia.
Omgivningarna runt Tjerno pole är en mosaik av jordbruksmark och naturlig växtlighet. Runt Tjerno pole är det ganska tätbefolkat, med 75 invånare per kvadratkilometer.